# 72834 Guywells
72834 Guywells este o planetă minoră (asteroid) din centura de asteroizi. A fost descoperită pe 25 aprilie 2001 la Emerald Lane Observatory⁠(d) de Loren C. Ball⁠(d). 
Obiectul prezintă o orbită caracterizată de o semiaxă mare de 2,6896816574323 UAi, o excentricitate de 0,15, o înclinație de 11,9 ° în raport cu ecliptica.